# Supercoupe de France féminine de volley-ball 2017
Navigation
Ajaccio 2016 Cannes 2019
La Supercoupe de France féminine de volley-ball 2017 est la 3e édition de la Supercoupe de France et se dispute le 7 octobre 2017 au palais des sports de Mulhouse.
La rencontre oppose l'ASPTT Mulhouse, vainqueur du championnat de France 2016-2017, au Pays d'Aix Venelles, vainqueur de la Coupe de France 2016-2017.

## Format
La compétition se dispute sur un match simple de 3 sets gagnants (set de 25 points, 2 points d’écart, tie-break en 15 points).

## Diffuseur
La rencontre est diffusée sur la chaîne L'Équipe.

## Effectifs
| ASPTT Mulhouse             | ASPTT Mulhouse         | Pays d'Aix Venelles      | Pays d'Aix Venelles          |
| -------------------------- | ---------------------- | ------------------------ | ---------------------------- |
| 1                          | Bojana Marković        | 1                        | Lucie Smutná                 |
| 2                          | Alexa Dannemiller (it) | 2                        | Tamara Matos Hoffmann        |
| 3                          | Olga Trach             | 4                        | Dominika Drobňáková          |
| 4                          | Britt Herbots          | 5                        | Marielle Bousquet-Rollet (L) |
| 5                          | Ciara Michel           | 6                        | Jasna Majstorović            |
| 6                          | Manon Jaegy (L)        | 7                        | Marija Milović (pl)          |
| 7                          | Aziliz Divoux          | 8                        | Antonija Jozić               |
| 8                          | Lisa Jeanpierre        | 10                       | Eli Silvi Uattara            |
| 9                          | Léa Soldner (L)        | 11                       | Marie Salbot                 |
| 10                         | Hayley Spelman         | 13                       | Anastasiya Gurbanova (ru)    |
| 11                         | Michaela Abrhamova     | 16                       | Sophie Rossard (pl)          |
| 12                         | Katarina Budrak        | Entraîneur : Félix André | Entraîneur : Félix André     |
| 13                         | Lara Davidovic         | Entraîneur : Félix André | Entraîneur : Félix André     |
| Entraîneur : Magali Magail |                        | Entraîneur : Félix André | Entraîneur : Félix André     |

## Finale
Les Mulhousiennes, championnes de France en titre, remportent à domicile leur premier titre dans la compétition à l'issue d'un match dominé de bout en bout. La réceptionneuse-attaquante belge Britt Herbots est désignée meilleure joueuse de la rencontre.